# Bletilla chartacea
Bletilla chartacea är en orkidéart som först beskrevs av George King och Robert Pantling, och fick sitt nu gällande namn av Tang och Fa Tsuan Wang. Bletilla chartacea ingår i släktet Bletilla och familjen orkidéer. Inga underarter finns listade i Catalogue of Life.